# کیسا، شهرستان ویلیاندی
کیسا (به لاتین: Kiisa) یک روستا در استونی است که در شهرستان ویلیاندی واقع شده‌است. کیسا ۴۷ نفر جمعیت دارد.